# Miami Beach
Miami Beach és una població dels Estats Units a l'estat de Florida. Segons el cens del 2005 tenia 87.925 habitants.

## Demografia
Segons el cens del 2000, Miami Beach tenia 87.933 habitants, 46.194 habitatges, i 18.339 famílies. La densitat de població era de 4.829,5 habitants/km².
Dels 46.194 habitatges en un 14% hi vivien nens de menys de 18 anys, en un 27,4% hi vivien parelles casades, en un 8,5% dones solteres, i en un 60,3% no eren unitats familiars. En el 48,7% dels habitatges hi vivien persones soles el 14,8% de les quals corresponia a persones de 65 anys o més que vivien soles. El nombre mitjà de persones vivint en cada habitatge era d'1,87 i el nombre mitjà de persones que vivien en cada família era de 2,76.
Per edats la població es repartia de la següent manera: un 13,4% tenia menys de 18 anys, un 7,8% entre 18 i 24, un 38,2% entre 25 i 44, un 21,3% de 45 a 60 i un 19,2% 65 anys o més.
L'edat mitjana era de 39 anys. Per cada 100 dones de 18 o més anys hi havia 105,4 homes.
La renda mitjana per habitatge era de 27.322 $ i la renda mitjana per família de 33.440 $. Els homes tenien una renda mitjana de 33.964 $ mentre que les dones 27.094 $. La renda per capita de la població era de 27.853 $. Entorn del 17% de les famílies i el 21,8% de la població estaven per davall del llindar de pobresa.

## Poblacions més properes
El següent diagrama mostra les poblacions més properes.